# Georg Zettinig
Georg Zettinig (* 1969 in Fürstenfeld) ist ein österreichischer Schilddrüsenspezialist und Facharzt für Nuklearmedizin. Er hat mehrere anerkannte Fachbücher und einen Patientenratgeber zum Thema Schilddrüse verfasst und ist Gründungsmitglied der Österreichischen Schilddrüsengesellschaft.

## Leben
Zettinig promovierte 1994 an der Karl-Franzens Universität Graz (heute Medizinische Universität Graz) zum Dr. med. und absolvierte nach seiner Ausbildung zum Arzt für Allgemeinmedizin von 1998 bis 2002 die Facharztausbildung an der damals noch eigenständigen Universitätsklinik für Nuklearmedizin Wien. 2003 Habilitation zum Thema „chronische Immunthyreoiditis“ an der Medizinischen Universität Wien. Seit 2006 ist Zettinig niedergelassener Facharzt in Wien. Er ist Mitverfasser mehrerer nationaler und internationaler Leitlinien auf dem Gebiet der Schilddrüsenerkrankungen und seit 2014 im Organisationskomitee des alle zwei Jahre in Seefeld in Tirol stattfindenden Österreichischen Schilddrüsendialoges, der größten österreichischen Fachtagung zum Thema Schilddrüse.

## Bücher
- Schilddrüse – Kurz und Bündig., 3. Auflage facultas.wuv, Wien 2014, ISBN 978-3-7089-1117-5
- Schilddrüsen-Ultraschall-Kursbuch. Facultas, Wien 2013, ISBN 978-3-7089-0963-9.
- Meine Schilddrüse und Ich. Der Ratgeber für ein gutes Miteinander., 2. Auflage Facultas/Maudrich, Wien 2021, ISBN 978-3-99002-131-6